# Saint-Orens-de-Gameville

Saint-Orens-de-Gameville este o comună în departamentul Haute-Garonne din sudul Franței. În 2009 avea o populație de 10.898 de locuitori.

## Evoluția populației
| An        | 1975  | 1982  | 1990  | 1999   | 2006   | 2009   |
| --------- | ----- | ----- | ----- | ------ | ------ | ------ |
| Populație | 4.738 | 7.638 | 9.703 | 10.991 | 10.782 | 10.898 |